# Calle de la Estrella
La calle de la Estrella es una breve vía de Madrid (en el barrio de Universidad del distrito Centro) que desciende desde la calle de Silva, entre la calle de la Luna y la del Marqués de Leganés, hasta la carrera de San Bernardo, con una única salida intermedia por la pequeña calle de los Libreros. Lleva este nombre desde el siglo xvii, y con él figura en el plano de Texeira (1656) y en el posterior de Espinosa.

## Historia
Eje del que fuera antiguo barrio de la Estrella dependiente de la parroquia de San Martín, Peñasco y Cambronero dan noticia de edificios registrados ya en 1757. También Ramón de Mesonero Romanos la menciona en sus paseos por El antiguo Madrid (1861),
El legendario origen de su nombre relata que en el siglo xv se levantaba aquí un alto cerro donde astrólogos y astrónomos –según quién lo cuente– se reunían para observar el paso de un cometa, tomado luego como anuncio de la peste que asoló Europa en 1445. La experiencia científica le dejó al cerro el nombre popular de ‘monte de la Estrella’. Símbolo que luego figuraría en la torre del palacete que el marqués de Leganés, Ambrosio de Spínola, se había construido en la nueva calle del ensanche de la Villa.